# Kostel svatého Josefa (Předlice)
Římskokatolický farní kostel svatého Josefa v Předlicích je sakrální stavba na severní straně Školního náměstí, která byla postavena spolu s farní budovou jako centrum Nových Předlic na počátku 20. století. Autorem kostela i fary je architekt Matěj Blecha. Od 22. října 2021 je chráněn jako kulturní památka České republiky.

## Historie

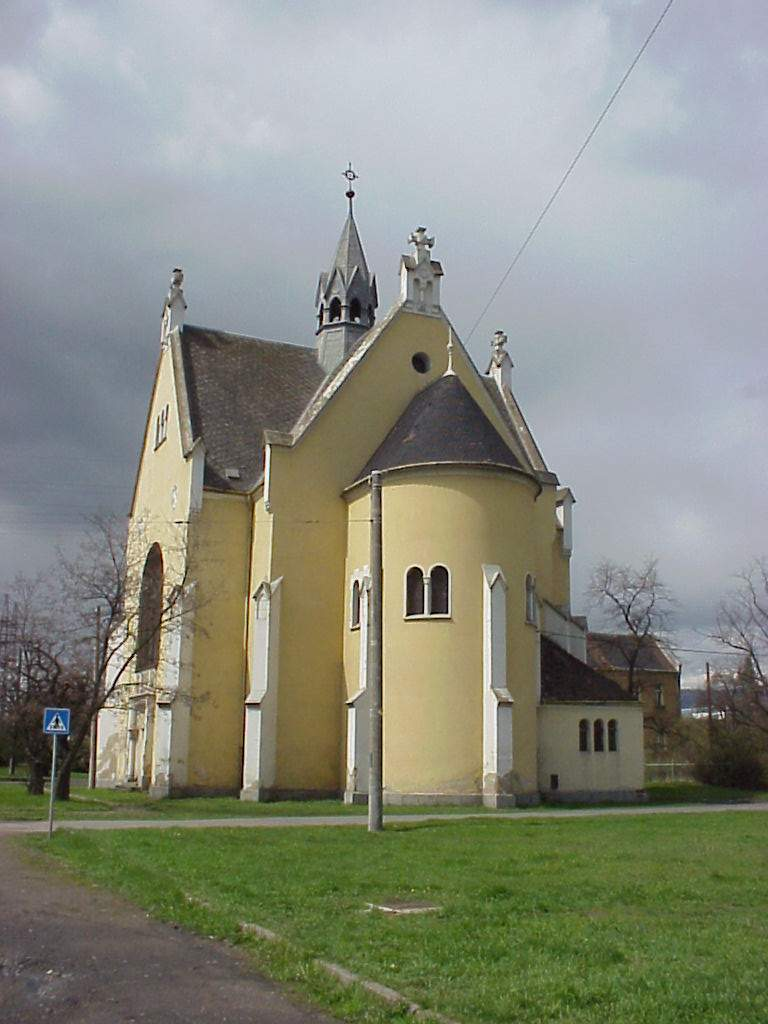
Závěr kostela v Předlicích

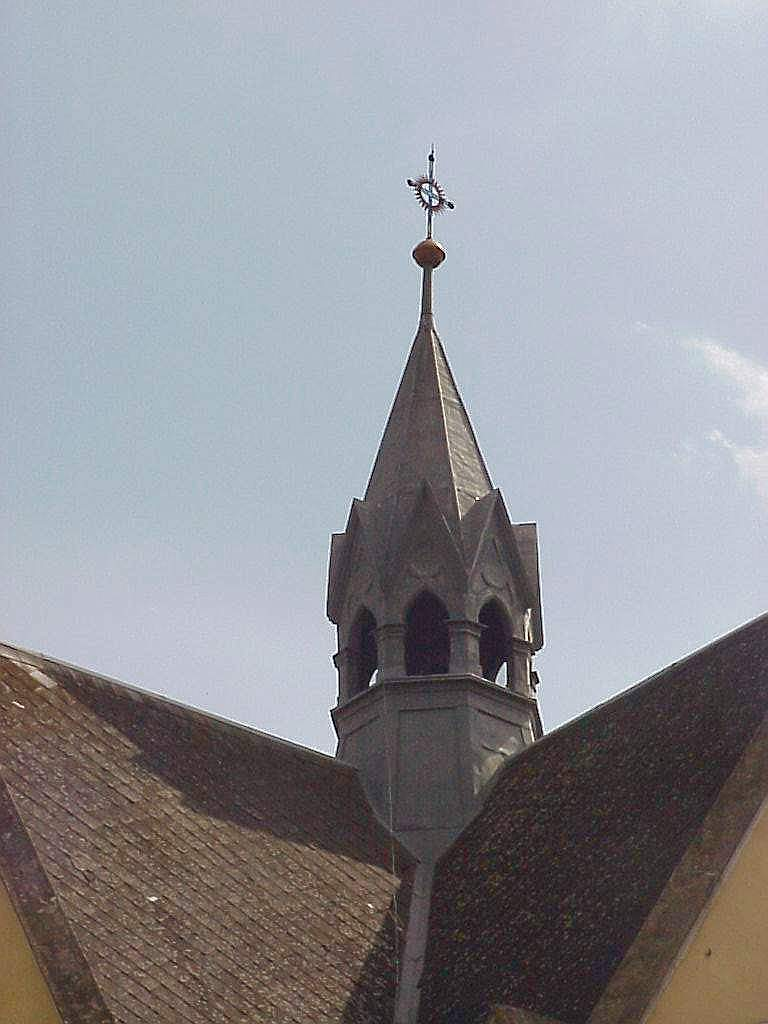
Detail věžičky předlického kostela

Kostel byl postaven spolu s farní budovou v eklektickém, převážně novorománsko-novogotickém slohu v letech 1905-1906.

## Architektura
Jde o centrální stavbu s polokruhovitou apsidou a západní předsíní, nad kterou je v patře kruchta. Loď má půdorys řeckého kříže s velmi krátkými rameny, vyvrcholenými trojúhelnými štíty. Nad křížením obou sedlových střech je zvonička s jehlancovou helmicí. Původně kostel neměl být centrální, měl mít standardní obdélnou loď a věž, z finančních důvodů bylo ale od stavby věže upuštěno.
Vnitřní zařízení pochází z období výstavby kostela. Kostel byl naposledy opravován a jeho interiér byl přestavěn počátkem 70. let 20. století.

## Mobiliář
Uvnitř se nachází varhany z dílny varhanáře Karla Schiffera z roku 1878, přesunuté v roce 1970 z později zbořeného kostela Všech svatých z likvidované obce Radovesice.

## Okolí kostela
Před západním průčelím kostela je umístěna barokní socha sv. Jana Nepomuckého z roku 1722, která původně stála na kamenném mostě přes Ždírnický potok ve Starých Předlicích, tj. asi 300 m západně od kostela. Severně od kostela se nachází patrová farní budova.